# لاجوس كوفاتش (لاعب كرة قدم)
لاجوس كوفاتش (بالمجرية: Kovács Lajos)‏ (27 أبريل 1894 ببودابست في المجر - 17 ديسمبر 1961 في الولايات المتحدة) هو مدرب كرة قدم ولاعب كرة قدم مجري في مركز الدفاع. شارك مع منتخب المجر لكرة القدم. أما مع النوادي، فقد لعب مع نادي بودابست ونادي نوفارا ونادي كيكسكيميت.

## وصلات خارجية
- لايوش كوڤاتش على موقع قاعدة بيانات كرة القدم.إي يو (الإنجليزية)
- لايوش كوڤاتش على موقع عالم كرة القدم.نت (الإنجليزية)